# Торилон
Торило́н (Anairetes) — рід горобцеподібних птахів родини тиранових (Tyrannidae). Представники цього роду мешкають в Південній Америці. 

## Таксономія і систематика
Молекулярно-генетичне дослідження, проведене Телло та іншими в 2009 році дозволило дослідникам краще зрозуміти філогенію родини тиранових. Згідно із запропонованою ними класифікацією, рід Торилон (Anairetes) належить до родини тиранових (Tyrannidae), підродини Еленійних (Elaeniinae) і триби Elaeniini. До цієї триби систематики відносять також роди Еленія (Elaenia), Жовтоголовий тиран (Tyrannulus), Тиранець (Myiopagis), Сивий тиранчик (Suiriri), Жовтий тиранчик (Capsiempis), Тиран-крихітка (Phyllomyias), Бурий тиранчик (Phaeomyias), Кокосовий мухоїд (Nesotriccus), Перуанський тиранець (Pseudelaenia), Тиранчик-довгохвіст (Mecocerculus), Дорадито (Pseudocolopteryx), Тачурі-сірочуб (Polystictus), Гострохвостий тиранчик (Culicivora) і Тираник (Serpophaga).

## Види
Виділяють шість видів:
- Торилон червонодзьобий (Anairetes nigrocristatus)
- Торилон рогатий (Anairetes reguloides)
- Торилон перуанський (Anairetes alpinus)
- Торилон жовтодзьобий (Anairetes flavirostris)
- Торилон жовтоокий (Anairetes parulus)
- Торилон острівний (Anairetes fernandezianus)

Довгохвостих і бурих торилонів раніше відносили до роду Anairetes, однак за результатами молекулярно-генетичного дослідження їх було переведена до відновленого роду Uromyias.

## Етимологія
Наукова назва роду Anairetes походить від слова дав.-гр. αναιρετης — винищувач.